# 沙佩勒斯皮纳斯
沙佩勒斯皮纳斯（法語：Chapelle-Spinasse，法語發音：[ʃapɛl spinas]）是法国科雷兹省的一个市镇，属于蒂勒区。

## 地理
沙佩勒斯皮纳斯（45°21'31"N, 2°2'31"E）面积5.89 平方千米，位于法国新阿基坦大区科雷兹省，该省份为法国中南部省份，北起上维埃纳省和克勒兹省，西接多爾多涅省，南至洛特省，东临多姆山省和康塔爾省。
与沙佩勒斯皮纳斯接壤的市镇（或旧市镇、城区）包括：穆斯捷旺塔杜尔、罗西耶代格勒通、圣伊莱尔富瓦萨克、杜斯特尔河畔蒙泰尼亚克。

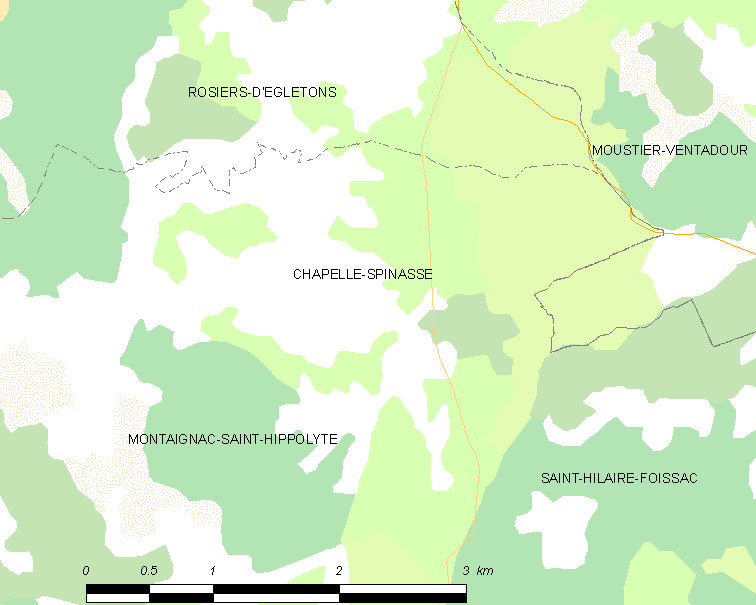
沙佩勒斯皮纳斯的OSM定位图

沙佩勒斯皮纳斯的时区为UTC+01:00、UTC+02:00（夏令时）。

## 行政
沙佩勒斯皮纳斯的邮政编码为19300，INSEE市镇编码为19046。

## 政治
沙佩勒斯皮纳斯所属的省级选区为埃格勒通县。

## 人口

1962-2008年间沙佩勒斯皮纳斯人口变化图示

沙佩勒斯皮纳斯于2022年1月1日时的人口数量为113人。